# 乐道院
乐道院（英語：Courtyard of the Happy Way）是19世纪末和20世纪初美北长老会差会牧师狄乐播在中国建立的规模最大的一个传教基地，位于山东省潍县县城东南5里。乐道院集教堂、医院、学校、公园为一体，用以传教、办学和开办诊所。今天这里是潍坊广文中学和潍坊市人民医院。1942年3月到1945年8月，这里还曾是日军关押大批英美侨民的潍县集中营（Weihsien Internment Camp）。乐道院里一些欧洲风格的建筑依旧保存完好。2013年，潍县乐道院暨西方侨民集中营旧址列入第四批山东省文物保护单位。2019年，该建筑被列入全國重點文物保護單位。

## 历史

### 创建背景
鸦片战争肇始，随着一系列不平等条约的签订，封建专制的大清帝国国门大开，西方国家取得了在华自由传教的权利。由此西方教会和文化势力由沿海向内陆逐步渗透。

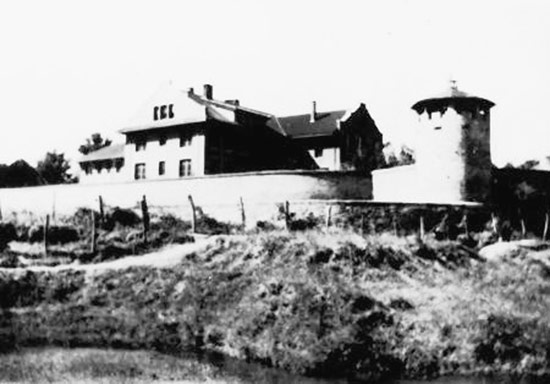
潍县集中营

### 早期历史
1881年，美北长老会传教士狄乐播和狄珍珠夫妇来到潍县，在东关虞河东岸兴建教会建筑群乐道院，包括教堂、学堂、诊所3部分。 到1900年6月25日被义和团焚毁前，已经有楼房42间，平房136间。1902年，长老会用庚子赔款14万两重建乐道院，占地面积200亩。乐道院西半部是文华书院（中学）、文美书院（女中）、广文大学和大教堂，东半部是医院。其中有广文大学（即齐鲁大学暨今山东大学医学院的前身），医院还附设了医护学校（今潍坊护理职业学院）。院内，两三层的样式各异的青砖红瓦的西式小洋楼错落有致，掩映在一片绿荫中。潍坊附近也是长老会在华传教最成功的地区，后来成立了3个教区：潍安区会、乐寿区会和昌潍区会。这一时期曾在这里生活的的名人包括《时代周刊》的创办人亨利·路思义及其父亲亨利·温特斯·路思义。
乐道院位于当时潍县东关门东南三里处虞河南岸，即在今潍坊广文中学、潍坊市人民医院及其周边区域。广文中学前身即原乐道院所办学校，而潍坊市人民医院即是由当时的教会医院发展而来。1922年后，乐道院内还先后设立了模范小学和培基小学。1931年，文华中学、文美女中和培基小学合并为潍县私立广文中学。当年的乐道院“占地200多亩，曾一度作为昌潍一带的教会、教育和医疗卫生中心。西方教士、教师、医务人员麇集在此活动，其场所很是显要，院内的钟楼为当时潍县城东部的标志性建筑物”。

### 潍县集中营
1937年7月7日“卢沟桥事变”后，日军于当年底占领胶东半岛，由于当时美国等对日本持中立态度，所以日军对乐道院基本不加干涉，因此先于潍县沦陷的烟台、青岛等地的外国侨民开始前来潍县乐道院避难，而此时院内的传教、教学和医务活动尚能正常开展。
1941年太平洋战争爆发后，美国政府将侨居旧金山等地的日本侨民集中到洛杉矶附近的指定地区，限制其自由。为了对美国的行为实施报复，日军将中国占领区内的美国、英国、加拿大、澳大利亚、新西兰等敌国未来得及撤退的的旅华侨民关押隔离。1942年3月，日本宪兵占领乐道院，将其改建为关押华北各地2008名西方侨民的集中营。后来因为交换战俘释放了500人。在这里关押的西方人中包括不少知名人士：华北神学院院长赫士博士，1924年奥运会400米冠军英国人、天津新学中学教师李爱锐（伊利克·里达尔，1945年2月21日死于集中营）、曾任蒋介石顾问的美国人雷震遠、齐鲁大学教务长德位思、后任美国驻华大使的辅仁大学附中教师恒安石（1921－2001年2月6日，1944年6月9日夜成功越狱）、後任美國駐韓大使及台北美使館副館長的來天惠（1943年獲釋）、嘉義基督教醫院創辦人戴德森等。
被关押人员中包括327名儿童，大部分是烟台芝罘学校（内地会传教士子弟学校）的学生。经过争取，孩子们得到在集中营上学的权利。在营中，芝罘学校的学生们一共毕业了三届。
1945年8月14日日本无条件投降。1945年8月17日上午9时30分，美军「鸭子行动队」从昆明驾驶B-24轰炸机飞抵集中营，解放了1500名难友。

### 战后保护与利用
1948年潍县战役后，潍县私立广文中学改称潍坊特别市私立广文中学，1952年改为潍坊二中。2006年，潍坊二中初中部与潍坊一中初中部合并为潍坊广文中学，校址依然位于乐道院旧址一带；同年，潍县集中营陈列馆成立。2019年5月，中共潍坊市委、市政府将潍县西方侨民集中营旧址7处文物建筑统一划归潍坊市文化和旅游局管理，同时组建乐道院潍县集中营博物馆，2020年起面向社会免费开放。2024年5月，乐道院潍县集中营博物馆更名为“潍县西方侨民集中营旧址博物馆”。

### 引用
1. ↑  . www.bqdiaosu.com.   [2024-05-01]. （原始内容存档于2024-05-01）.
2. ↑  乐道院潍县集中营博物馆. . 中国文物报 (2024年03月29日).   [2024-08-04]. （原始内容存档于2024-08-04）.
3. ↑  . 大众网. 2024-05-17  [2024-08-04]. （原始内容存档于2024-08-04）.

## 延伸閱讀
- Gilkey, Langdon. . Harper & Row. 1966. ISBN 0-06-063113-9.
- Michell, David. . OMF Books. 1997. ISBN 978-9971972714.
- Tipton, Laurance. . Macmillan. 1949.
- Kiebert-Melief, Mieke. . Mieke Melief. 2016. ISBN 9789490085841.

## 外部連結
- Leavey, Helen. . South China Morning Post. 2017-04-27  [2018-07-22]. （原始内容存档于2021-01-17）.
- Documents, paintings, sketches, and memories of survivors of Weixian （页面存档备份，存于）
- BBC Radio 4 Program on survivors of the Weixian Internment Camp （页面存档备份，存于）
- This American Life. Episode 559: Captain's Log Jun 26, 2015 （页面存档备份，存于）